# Первомайский (Чечерский район)
Первома́йский (бел. Першамайскі) — посёлок в Чечерском районе Гомельской области Белоруссии. Входит в состав Меркуловичского сельсовета.

## География

### Расположение
В 22 км на северо-запад от Чечерска, 44 км от железнодорожной станции Буда-Кошелёвская (на линии Гомель — Жлобин), 73 км от Гомеля.

### Гидрография
На востоке мелиоративный канал, соединённый с рекой Чечора (приток реки Сож).

## Транспортная сеть
Транспортные связи по просёлочной, затем автомобильной дороге Чечерск — Рысков. Деревянные крестьянские усадьбы стоящие вдоль короткой широтной улицы.

## История
Основан в начале 1920-х годов переселенцами из соседних деревень на бывших помещичьих землях. В 1931 году организован колхоз. Согласно переписи 1959 года в составе совхоза «Ботвиново» (центр — деревня Ботвиново).

## Население

### Численность
- 2004 год — 12 хозяйств, 15 жителей.

### Динамика
- 1959 год — 87 жителей (согласно переписи).
- 2004 год — 12 хозяйств, 15 жителей.